# Rabó
Rabó (1899-ig Hrabova, szlovákul Hrabové) Nagybiccse város része, egykor önálló község Szlovákiában, a Zsolnai kerület Nagybiccsei járásában.

## Fekvése
Nagybiccsétől 3 km-re délre, a Vág bal partján fekszik.

## Története
1347-ben „Harabowa”, 1508-ban „Rabo” néven említik.
A 18. század végén Vályi András így ír róla: „HRABOVE. Tót falu Trentsén Várm. földes Ura Hrabovszky Uraság, lakosai katolikusok, fekszik Podmér, és Jablonove mellett, Predmirnek filiája, ’s az Uraságnak kastéllyával díszesíttetik, földgye közép termékenységű, vagyonnyai meg lehetősek.”
Fényes Elek 1851-ben kiadott geográfiai szótárában így ír a faluról: „Hrabove, tót falu, Trencsén vmegyében, Predmir mellett, egy szép termékeny síkságon. Számlál 332 kath., 9 zsidó lak. Van egy urasági kastélya. F. u. Hrabovszky család.”
1910-ben 386 szlovák és 32 magyar anyanyelvű lakosa volt. A trianoni békéig Trencsén vármegye Vágbesztercei járásához tartozott.
1970-ben 997 szlovák és 1 magyar lakta.

## Külső hivatkozások
- Rabó Szlovákia térképén

## Lásd még
- Nagybiccse
- Kisbiccse
- Legelővölgy
- Vágagyagos